# EMP 44
A EMP 44 foi um protótipo de submetralhadora, inteiramente de metal, produzida por Erma Werke em 1943. Foi rejeitada pelo Heereswaffenamt.